# Prix du Meilleur livre étranger
Il Prix du Meilleur livre étranger (Premio per il migliore libro straniero) è un premio letterario francese creato nel 1948. Viene assegnato annualmente in due categorie: Romanzo e Saggio per libri tradotti in  francese.

## Prix du Meilleur livre étranger — Romanzo
- 2024: Hisham Matar, per Mes Amis (Gallimard)[1]
- 2023: Sebastian Barry, per Au bon vieux temps de Dieu (Joëlle Losfeld Editions)[2]
- 2022: Juan Gabriel Vásquez, per Une rétrospective (Le Seuil, Colombie)[3]
- 2021: Guzel' Jachina, per Les enfants de la Volga (Noir sur Blanc)[4]
- 2020: Colum McCann, per Apeirogon (Belfond)[5]
- 2019: Christoph Hein, per L'ombre d'un père (Metaillié)
- 2018: Eduardo Halfon, per Deuils (Quai Voltaire)
- 2017: Viet Thanh Nguyen, per The Sympathizer come Le Sympathisant (Clément Baude)
- 2016: Helen Macdonald, per H is for Hawk come M pour Mabel (Marie-Anne de Béru)
- 2015: Martin Amis, per The Zone of Interest come La Zone d'intérêt (Bernard Turle)
- 2014: Drago Jančar, per Cette nuit, je l'ai vue (Phébus) tradotto da (SL)  To noč sem jo videl da Andrée Lück-Gaye[6]
- 2013: Alan Hollinghurst, per The Stranger's Child come L'Enfant de l'étranger (Albin Michel)
- 2012: A. B. Yehoshua, per The Retrospective (HE)  [חסד ספרדי] (come Rétrospective)
- 2011: Alessandro Piperno, per Persecuzione: il fuoco amico dei ricordi (Persécution), tradotto da (IT)  da  Fanchita González-Batlle (Liana Levi)
- 2010: Gonçalo M. Tavares, per "Aprender a Rezar na Era da Técnica" (Imparando a pregare nell'Età della Tecnica), come Apprendre à prier à l’ère de la technique, Viviane Hamy[7]
- 2009:  Karel Schoeman per "Hierdie Lewe" (Questa vita), come "Cette Vie", Phébus, Parigi
- 2008:  Charles Lewinsky, per Melnitz (Grasset) tradotto da (DE)  da Léa Marcou
- 2007:  Joseph McBride, per Searching per John Ford (Cercando John Ford) (come À la recherche de John Ford)
- 2006:  Nicole Krauss, per The History of Love (come L'Histoire de l'amour)
- 2005:  Colm Tóibín, per The Master (come Le Maître)
- 2004:  Carlos Ruiz Zafón, per L'ombra del vento (come  L'Ombre du vent)
- 2003:  Peter Carey, per True History of the Kelly Gang (La ballata di Ned Kelly)
- 2002:  Orhan Pamuk, per  Il mio nome è Rosso (come Mon nom est Rouge)
- 2001:  Per Olov Enquist, Le Médecin personnel du roi (Actes Sud) tradotto da (SV)  da Marc de Gouvenain & Lena Grumbach
- 2000:  Philip Roth, per  American Pastoral (come Pastorale américaine)
- 1999:  Péter Nádas, per   Emlékiratok könyve (Libro di memorie) (come Le Livre des mémoires)
- 1998 : Anna Maria Ortese, La Douleur du chardonneret (Gallimard) tradotto da (IT)  Il cardillo addolorato da Louis Bonalumi; e, a pari merito: Eduardo Mendoza, Une comédie légère (Seuil) tradotto da (ES)  Una comedia ligerada da François Maspero
- 1997: António Lobo Antunes, Le Manuel des inquisiteurs (Christian Bourgois) tradotto da (PT)  Manual dos Inquisidores da Carlos Batista
- 1996:  Jonathan Coe, per  What a Carve Up! (La famiglia Winshaw)[8]
- 1995:  Joan Brady per Theory of War (come L'Enfant Loué)[9]
- 1994 : Graham Swift, À tout jamais (Gallimard) tradotto da (EN)  Ever After da Robert Davreu
- 1993 : Tim O'Brien, À propos de courage (Plon) tradotto da (EN)  The Things They Carried (Quanto pesano i fantasmi), da Jean-Yves Prate
- 1992:  Jane Urquhart, per  The Whirlpool[10]
- 1991: Youozas Baltouchis, La Saga de Youza (Alinéa), [Sakmė apie Juzą] (1979) dal testo in lingua lituana e la sua traduzione in (RU)  (Skaganie o Ûzase, 1981) eseguita da Denise Yoccoz-Neugeot
- 1990:  Jaan Kross, Le Fou du tsar (Robert Laffont) tradotto da (ET)  da Jean-Luc Moreau
- 1989: Andreï Bitov, La Maison Pouchkine (Albin Michel) tradotto da (RU)  da Philippe Mennecier
- 1988: Margaríta Karapánou, Le Somnambule (Gallimard) tradotto da (EL)  Ο υπνοβάτης
- 1987: John Fowles, La Créature (Albin Michel) tradotto da (EN)  A Maggot da Annie Saumont
- 1986: Fernando del Paso, Palinure de Mexico (Fayard), tradotto da (ES)  da Michel Bibard
- 1985:  Salman Rushdie, per  Shame (La vergogna)[11]
- 1984: Vasilij Semënovič Grossman, Vie et destin (Gallimard) tradotto da (RU)  Žisn'i sud'ba da Wladimir Berelowitch & Anne Coldefy-Faucard[12]
- 1983: Giordano Bruno Guerri, Malaparte (Denoël) tradotto da (IT)  da Valeria Tasca
- 1982:  Héctor Bianciotti, per  L'amour n'est pas aimé[13]
- 1981: Anthony Burgess, La Puissance des ténèbres (Acropole/Belfond) tradotto da (EN)  Earthly Powers da Georges Belmont & Hortense Chabrier[14]
- 1980: Mario Vargas Llosa, La Tante Julia et le Scribouillard (Gallimard) tradotto da (ES)  da Albert Bensoussan; a pari merito Gerard Manley Hopkins, Grandeur de Dieu et autres poèmes (Granit) tradotto da (EN)  da Jean Mambrino
- 1979: Adolfo Bioy Casares, Plan d'évasion (Robert Laffont) tradotto da (ES)  da Françoise-Marie Rosset
- 1978: Yaşar Kemal, L'Herbe qui ne meurt pas (Gallimard) tradotto da (TR)  da Münevver Andaç
- 1977: Mario Pomilio, Le Cinquième Évangile (Fayard) tradotto da (IT)  Il quinto evangelio[15]
- 1976: Ernesto Sabato, L'Ange des ténèbres (Seuil) tradotto da (ES)  da Maurice Manly; a pari merito W. H. Auden, Poésies choisies (Gallimard) tradotte da (EN)  da Jean Lambert
- 1975: Leonardo Sciascia, Todo modo (Denoël) tradotto da (IT)  da René Daillie
- 1974: Bruno Schulz, Les Boutiques de cannelle et Le Sanatorium au croque-mort (Denoël) tradotto da (PL)  da Thérèse Douchy, Georges Lisowski & Georges Sidre
- 1973:  John Hawkes, per  The Blood Oranges (Arance rosso sangue)[16]
- 1972: J. R. R. Tolkien, Le Seigneur des anneaux (Christian Bourgois) tradotto da (EN)  The Lord of the Rings (Il Signore degli Anelli) da Francis Ledoux
- 1971: Stratis Tsirkas, Cités à la dérive (Seuil) tradotto da (EL)  Ακυβέρνητες Πολιτείες da Catherine Lerouvre & Chrysa Prokopaki
- 1970: Guillermo Cabrera Infante, Trois tristes tigres (Gallimard) tradotto da (ES)  da Albert Bensoussan
- 1969: Gabriel García Márquez, per  Cent'anni di solitudine[17]
- 1968: Aleksandr Isaevič Solženicyn, Le Premier Cercle (Il primo cerchio) tradotto da (RU)  В круге первом da Louis Martine e Le Pavillon des cancéreux (Padiglione cancro) tradotto da (RU)  Раковый Корпус da Michel Aucouturier
- 1967: Kōbō Abe, La Femme des sables (Stock) tradotto da (JA)  Suna no onna, 砂の女 , da Georges Bonneau
- 1966: Peter Härtling, per Niembsch (Seuil) tradotto da (DE)  da Bernard Lortholary
- 1965: John Updike, per Le Centaure (Il centauro) (Seuil) tradotto da (EN)  The Centraur da Laure Casseau
- 1964: Isaac Bashevis Singer, Le Magicien de Lublin (Stock) tradotto da (EN)  da Gisèle Bernier[18]
- 1963: Oscar Lewis, Les Enfants de Sanchez (Gallimard) tradotto da (EN)  da Céline Zins (The Children of Sánchez: Autobiography of a Mexican family, 1961)
- 1962: Günter Grass, Le Tambour (Seuil) tradotto da (DE)  Die Blechtrommel  da Jean Amsler
- 1961: Yasunari Kawabata, Pays de neige (Albin Michel) tradotto da (JA)  da Fujimori Bunkichi & Armel Guerne
- 1960: Angus Wilson, Les Quarante Ans de Mrs. Eliot (Stock) tradotto da (EN)  da Claude Elsen
- 1959: Lawrence Durrell, Justine et Balthazar (voll. di Quatuor d'Alexandrie) (Buchet-Chastel) tradotto da (EN)  da Roger Giroux
- 1958: Robert Musil, L'Homme sans qualités (Seuil) tradotto da (DE)  Der Mann ohne Eigenschaften da Philippe Jaccottet
- 1957: Pavel Melnikov-Petchersky, Dans les forêts (Nelle foreste) (Gallimard) tradotta do (RU)  da Sylvie Luneau
- 1956:  Alejo Carpentier, per Le Partage des eaux (Los pasos perdidos) (Galimard)
- 1955: Heinrich Böll, Les Enfants des morts (Seuil) tradotto da (EN)  da Blanche Gidon
- 1954: Nikos Kazantzakis, Βίος και Πολιτεία του Αλέξη Ζορμπά [Vìos ke Politìa tu Alèxi Zorbà: Vita e opere di Alexis Zorba], (Alexis Zorba) tradotto da (EL)  da Yvonne Gauthier & Gisèle Prassinos
- 1953: Robert Penn Warren, Les Fous du roi  tradotto da (EN)  da Pierre Singer
- 1952: Vasco Pratolini, Cronache di poveri amanti (romanzo) (Chronique des pauvres amants) tradotto da (IT)  da Gennie Luccioni
- 1951:  Pär Lagerkvist, Barabbas tradotto da (SV)  da Marguerite Gay & Gerd de Mautort
- 1950:  Miguel Ángel Asturias, per El Señor Presidente (Monsieur le président)
- 1949: Elias Canetti, La Tour de Babel (Arthaud), tradotto da (DE)  Auto-da-fé (Die Blendung), primo e ultimo romanzo di Canetti. Pubblicato a Vienna nel 1935, apparve in Francia per la prima volta nel 1949 col titolo La Tour de Babel, poi in nuova edizione di Gallimard nel 1968
- 1948: James Hogg, La Confession d'un pêcheur justifié (Arche) tradotto da (EN)  da Dominique Aury

## Prix du Meilleur livre étranger — Saggio
- 2024: Anna Funder, per L'invisible Madame Orwell (Éditions Héloïse d’Ormesson)[19]
- 2023: Chris De Stoop, per Le Livre de Daniel (Globe)[20]
- 2022: Maria Stepanova, per Memoria della memoria (En mémoire de la mémoire) (Stock, Russie)
- 2021: Kapka Kasabova, per L’écho du lac (Marchialy)
- 2020: Daniel Mendelsohn, per Trois Anneaux (Flammarion)
- 2019: Wolframm Eilenberger, per Le temps des magiciens (Albin Michel)
- 2018: Stefano Massini, per Qualcosa sui Lehman come Les Frères Lehman (Éditions du Globe)
- 2017: Philippe Sands, per Retour à Lemberg (Albin Michel)
- 2016: Samar Yazbek, per Les Portes du néant (Stock)
- 2015: Christoph Ransmayr, per Atlas d'un homme inquiet (Albin Michel)
- 2014: Göran Rosenberg, per Une brève halte après Auschwitz (Seuil)[6]
- 2013: Erwin Mortier, per Psaumes balbutiés. Livre d'heures de ma mère (Fayard)
- 2012: David Van Reybrouck, per Congo. Une histoire (Actes Sud)
- 2011: Marina Tsvetaeva, per Récits et essais (tome 2) (Seuil)
- 2010: Antonia Fraser, per Vous partez déjà? Ma vie avec Harold Pinter
- 2009: Pascal Khoo Thwe, per  Une odyssée birmane (Gallimard)
- 2008: William T. Vollmann, per Pourquoi êtes-vous pauvres? (Actes Sud).
- 2006: Diane Middlebrook, per Ted Hughes & Sylvia Plath, histoire d'un mariage (Phébus)
- 2005: Mikhail Shishkin, per  Dans les pas de Byron et Tolstoï  (Noir sur Blanc)
- 2004: Azar Nafisi, per  Lire Lolita à Téhéran  (Plon)
- 2003: Hella Haasse, per  La Récalcitrante  (Seuil)
- 1999: W. G. Sebald, per Les Anneaux de Saturne (Actes Sud)
- 1998: Verena von der Heyden-Rynsch, per Écrire la vie, trois siècles de journaux intimes féminins
- 1996: Michael Holroyd, per Carrington (Flammarion)
- 1993: Predrag Matvejević, per "Bréviaire Méditerranéen" (Fayard)
- 1977: Mario Praz, per La Chair, la mort et le diable (Denoël)
- 1974: Abram Tertz (=Andrej Donatovič Sinjavskij), per Une voix dans le chœur (Seuil)
- 1965: John Cowper Powys, per Autobiographie (Gallimard)
- 1964: Robert-Marie Grant,  per La Gnose et les origines chrétiennes  (Seuil)
- 1963: Oscar Lewis, per Les Enfants de Sanchez (Gallimard)